# 金荷娜 (羽毛球運動員)

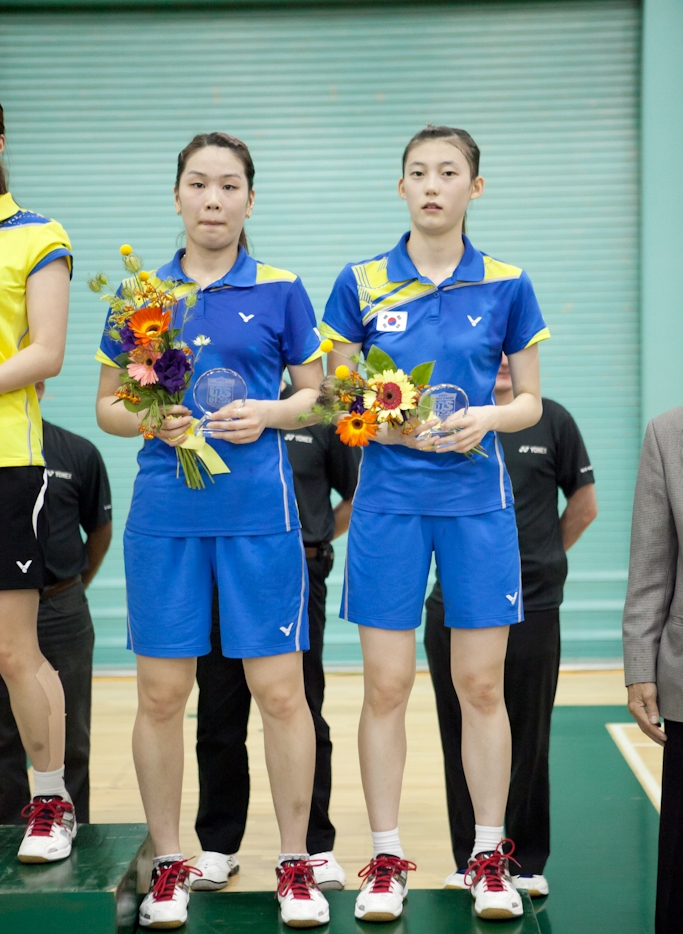
金荷娜（右）與隊友鄭景銀合作贏得2011年美國公開賽女雙亞軍。

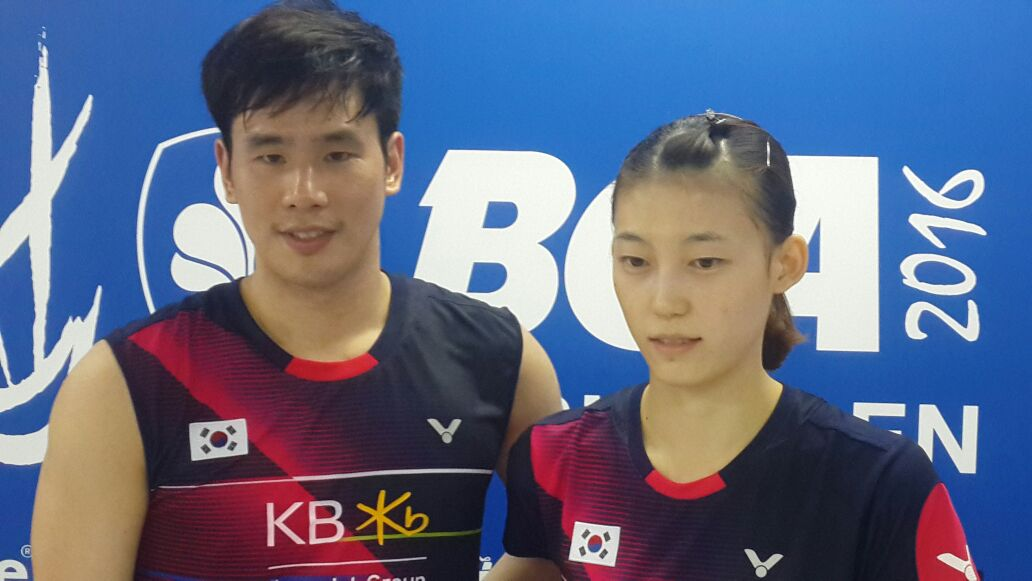
金荷娜（右）與她的混雙搭檔高成炫（2016年6月）。

金荷娜（：／ Kim Ha Na，1989年12月17日—），韩国女子羽毛球運動員，專長兼项雙打項目。她与高成炫的搭档组合最高世界排名第一位，于2013年亞洲羽毛球錦標賽擊敗中国组合的张楠/赵芸蕾夺冠后，被视为韩国前名将混雙组合金東文/罗景民，新一代的最强领军人物，在官方网民称为「高金组合」后便在广大球迷间受到瞩目。

## 簡歷
2011年12月，金荷娜夥拍鄭景銀贏得澳門羽毛球格蘭披治黃金大獎賽女子雙打冠軍，這亦是她的職業生涯中首個世界羽聯大獎賽冠軍。

### 倫敦奧運消极比赛
2012年7月31日上午，在倫敦奧運羽毛球女子雙打比賽小組預賽D組的比賽中，丹麥組合卡米拉·吕特·尤尔/克里斯汀娜·彼德森击败中国组合田卿/赵芸蕾（趙在比賽中被羽球擊中眼睛），田/趙組也因此成為分組第二；因為田卿/赵芸蕾不是分組第一，而可能导致两隊中国运动员在决赛前提前相遇，所以A組另外一對世界排名第一的中国组合于洋/王晓理在中午與鄭景銀/金荷娜比賽時，雙方竟連發球都會出界，在第一局時每球來回的拍數不超過4次。
韓國隊教練成漢國對中國隊明顯故意輸分的做法向裁判提出抗議，裁判長Thorsten Berg甚至親自走進球場, 提醒中國選手認真面對。最後于洋/王晓理以14-21、11-21输给郑景银/金荷娜，場邊觀眾不滿的噓聲大作；虽然韓國隊抗議中國隊，但韩国队的既定战术是两队韩国选手在四强赛中相遇从而确保有一对进入決賽，因此韓國隊在C組與印尼隊的比賽中效仿中國隊。
最终，中、韩、印尼共四组雙打選手被世界羽联取消比賽資格。
2012年8月14日，韩国羽协决定处罚涉事的河貞恩、金旼貞、金荷娜和鄭景银，禁止她們在未來两年参加任何国内、国际的羽毛球赛事。

### 2013年世錦賽晉八強
2013年8月，金荷娜參加中國廣州舉行的世界羽毛球錦標賽，與鄭景銀以11號種子身分出戰女子雙打項目。她們首圈輪空，第二圈先以2比0力克馬來西亞組合晉級；第三圈面對6號種子、日本組合前田美順、末綱聰子，亦以2比0（21-9、21-18）勝出；但至半準決賽，她們終以0比2（11-21、19-21）不敵頭號種子、中國的王晓理/于洋，8強止步。

### 2016年 里约奥运八强
2016年8月，金荷娜代表韩国出戰巴西里約熱內盧舉行的奥林匹克运动会羽毛球比賽混合双打項目，與高成炫以2號種子身分出戰。在小組賽階段先後擊敗美国的周菲利浦/杰米·苏班迪、荷兰的雅高·阿伦斯/塞莱娜·皮克和日本的數野健太/栗原文音，以赛2號種子和小组頭名晉級八强。半準決賽，金荷娜和高成炫面对中國的徐晨/马晋，以0比2（17-21、18-21）不敌对手。
2018年6月21日，金荷娜的世界排名積分被清空，而傳出她向世界羽聯申請退役的消息。7月26日，正式宣布其從韓國國家羽毛球隊退役。

## 絮聞
金荷娜在韩国國內很受欢迎，国家队因此曾將她與隊中的帅哥李龍大搭配參加德国羽毛球公开赛，但最終因為两人打球风格無法配合而未有繼續組對。

## 主要比賽成績
只列出曾進入準決賽的國際賽事成績：
| 年份   | 賽事                     | 公開賽級別 | 項目     | 拍檔   | 成績   |
| ------ | ------------------------ | ---------- | -------- | ------ | ------ |
| 2010年 | 加拿大羽毛球大獎賽       | 大獎賽     | 女子雙打 | 嚴惠媛 | 準決賽 |
| 2010年 | 韓國羽毛球大獎賽         | 大獎賽     | 女子雙打 | 嚴惠媛 | 亞軍   |
| 2011年 | 德國羽毛球黃金大獎賽     | 黃金大獎賽 | 女子雙打 | 金敏序 | 準決賽 |
| 2011年 | 瑞士羽毛球黃金大獎賽     | 黃金大獎賽 | 女子雙打 | 鄭景銀 | 亞軍   |
| 2011年 | 美國羽毛球黃金大獎賽     | 黃金大獎賽 | 女子雙打 | 鄭景銀 | 亞軍   |
| 2011年 | 澳門羽毛球黃金大獎賽     | 黃金大獎賽 | 女子雙打 | 鄭景銀 | 冠軍   |
| 2011年 | 韓國羽毛球黃金大獎賽     | 黃金大獎賽 | 混合雙打 | 申白喆 | 準決賽 |
| 2012年 | 韓國羽毛球首要超級賽     | 首要超級賽 | 女子雙打 | 鄭景銀 | 準決賽 |
| 2012年 | 德國羽毛球黃金大獎賽     | 黃金大獎賽 | 女子雙打 | 鄭景銀 | 亞軍   |
| 2012年 | 印度羽毛球超級賽         | 超級賽     | 女子雙打 | 鄭景銀 | 冠軍   |
| 2013年 | 韓國羽毛球首要超級賽     | 首要超級賽 | 女子雙打 | 鄭景銀 | 準決賽 |
| 2013年 | 德國羽毛球黃金大獎賽     | 黃金大獎賽 | 女子雙打 | 鄭景銀 | 冠軍   |
| 2013年 | 瑞士羽毛球黃金大獎賽     | 黃金大獎賽 | 女子雙打 | 鄭景銀 | 冠軍   |
| 2013年 | 亞洲羽毛球錦標賽         | 其他       | 混合雙打 | 高成炫 | 冠軍   |
| 2013年 | 印度羽毛球超級賽         | 超級賽     | 混合雙打 | 高成炫 | 亞軍   |
| 2013年 | 蘇迪曼盃                 | 其他       | 混合團體 | －     | 亞軍   |
| 2013年 | 中華台北羽毛球黃金大獎賽 | 黃金大獎賽 | 女子雙打 | 鄭景銀 | 冠軍   |
| 2014年 | 德國羽毛球黃金大獎賽     | 黃金大獎賽 | 女子雙打 | 鄭景銀 | 亞軍   |
| 2014年 | 德國羽毛球黃金大獎賽     | 黃金大獎賽 | 混合雙打 | 高成炫 | 亞軍   |
| 2014年 | 全英羽毛球首要超級賽     | 首要超級賽 | 混合雙打 | 高成炫 | 準決賽 |
| 2014年 | 印度羽毛球超級賽         | 超級賽     | 女子雙打 | 鄭景銀 | 亞軍   |
| 2014年 | 印度羽毛球超級賽         | 超級賽     | 混合雙打 | 高成炫 | 亞軍   |
| 2014年 | 新加坡羽毛球超級賽       | 超級賽     | 混合雙打 | 高成炫 | 準決賽 |
| 2014年 | 亞洲羽毛球錦標賽         | 其他       | 女子雙打 | 鄭景銀 | 亞軍   |
| 2014年 | 優霸盃                   | 其他       | 女子團體 | －     | 季軍   |
| 2014年 | 日本羽毛球超級賽         | 超級賽     | 女子雙打 | 鄭景銀 | 準決賽 |
| 2014年 | 澳洲羽毛球超級賽         | 超級賽     | 混合雙打 | 高成炫 | 冠軍   |
| 2014年 | 亞洲運動會羽毛球比賽     | 其他       | 女子團體 | －     | 銀牌   |
| 2014年 | 世界羽聯超級系列賽總決賽 | 首要超級賽 | 女子雙打 | 鄭景銀 | 準決賽 |
| 2015年 | 蘇迪曼盃                 | 其他       | 混合團體 | －     | 季軍   |
| 2015年 | 澳洲羽毛球超級賽         | 超級賽     | 混合雙打 | 高成炫 | 準決賽 |
| 2015年 | 中華台北羽毛球黃金大獎賽 | 黃金大獎賽 | 混合雙打 | 高成炫 | 冠軍   |
| 2015年 | 日本羽毛球超級賽         | 超級賽     | 混合雙打 | 高成炫 | 準決賽 |
| 2015年 | 韓國羽毛球超級賽         | 超級賽     | 混合雙打 | 高成炫 | 準決賽 |
| 2015年 | 泰國羽毛球黃金大獎賽     | 黃金大獎賽 | 混合雙打 | 高成炫 | 準決賽 |
| 2015年 | 丹麥羽毛球首要超級賽     | 首要超級賽 | 混合雙打 | 高成炫 | 冠軍   |
| 2015年 | 法國羽毛球超級賽         | 超級賽     | 混合雙打 | 高成炫 | 冠軍   |
| 2015年 | 韓國羽毛球大師賽         | 大獎賽     | 混合雙打 | 高成炫 | 冠軍   |
| 2015年 | 世界羽聯超級系列賽總決賽 | 首要超級賽 | 混合雙打 | 高成炫 | 亞軍   |
| 2016年 | 德國羽毛球黃金大獎賽     | 黃金大獎賽 | 混合雙打 | 高成炫 | 冠軍   |
| 2016年 | 紐西蘭羽毛球黃金大獎賽   | 黃金大獎賽 | 混合雙打 | 高成炫 | 準決賽 |
| 2016年 | 印度羽毛球超級賽         | 超級賽     | 混合雙打 | 高成炫 | 準決賽 |
| 2016年 | 新加坡羽毛球超级賽       | 超級賽     | 混合雙打 | 高成炫 | 冠軍   |
| 2016年 | 亚洲羽毛球锦标赛         | 其他       | 混合雙打 | 高成炫 | 季軍   |
| 2016年 | 印尼羽毛球首要超級賽     | 首要超級賽 | 混合雙打 | 高成炫 | 亞軍   |
| 2016年 | 日本羽毛球超級賽         | 超級賽     | 混合雙打 | 高成炫 | 亞軍   |
| 2016年 | 韓國羽毛球超級賽         | 超級賽     | 混合雙打 | 高成炫 | 冠軍   |
| 2016年 | 法國羽毛球超級賽         | 超級賽     | 混合雙打 | 高成炫 | 亞軍   |
| 2016年 | 中國羽毛球首要超級賽     | 首要超級賽 | 混合雙打 | 高成炫 | 準決賽 |
| 2016年 | 韓國羽毛球大師賽         | 大獎賽     | 混合雙打 | 高成炫 | 冠軍   |
| 2017年 | 亞洲羽毛球混合團體錦標賽 | 其他       | 混合團體 | －     | 亞軍   |
| 2017年 | 蘇迪曼盃                 | 其他       | 混合團體 | －     | 冠軍   |
| 2017年 | 澳洲羽毛球超級賽         | 超級賽     | 混合雙打 | 金德永 | 準決賽 |
| 2017年 | 中華台北羽球公開賽       | 黃金大獎賽 | 女子雙打 | 孔熙容 | 準決賽 |
| 2017年 | 中華台北羽球公開賽       | 黃金大獎賽 | 混合雙打 | 徐承宰 | 冠軍   |
| 2017年 | 加拿大羽毛球大獎賽       | 大獎賽     | 混合雙打 | 徐承宰 | 準決賽 |
| 2017年 | 美國羽毛球黃金大獎賽     | 黃金大獎賽 | 混合雙打 | 徐承宰 | 冠軍   |
| 2017年 | 日本羽毛球超級賽         | 超級賽     | 女子雙打 | 孔熙容 | 亞軍   |
| 2017年 | 澳門羽毛球黃金大獎賽     | 黃金大獎賽 | 混合雙打 | 徐承宰 | 亞軍   |
| 2017年 | 韓國羽毛球大師賽         | 大獎賽     | 混合雙打 | 徐承宰 | 冠軍   |
| 2018年 | 澳洲羽毛球公開賽         | 超級300賽  | 混合雙打 | 催率圭 | 準決賽 |
| 2019年 | 杜拜羽毛球國際挑戰賽     | 國際挑戰賽 | 混合雙打 | 金沙朗 | 亞軍   |
| 2019年 | 匈牙利羽毛球國際賽       | 國際挑戰賽 | 混合雙打 | 金沙朗 | 冠軍   |
| 2019年 | 尼泊爾羽毛球國際挑戰賽   | 國際挑戰賽 | 混合雙打 | 金沙朗 | 亞軍   |
| 2020年 | 西班牙羽毛球大師賽       | 超級300賽  | 混合雙打 | 金沙朗 | 冠軍   |
| 2025年 | 馬來西亞羽毛球國際挑戰賽 | 國際挑戰賽 | 女子雙打 | 全柱伊 | 冠軍   |

| 2007-2017年 | 首要超級賽 | 超級賽 | 黃金大獎賽 | 大獎賽 | 國際挑戰賽 | 國際系列賽 | 未來系列賽 | 其他 |

| 2018-2026年 | 總決賽 | 超級1000賽 | 超級750賽 | 超級500賽 | 超級300賽 | 超級100賽 | 國際挑戰賽 | 國際系列賽 | 未來系列賽 | 其他 |

### 世界冠軍頭銜
金荷娜在羽毛球生涯中共奪得1項羽毛球世界冠軍頭銜。
| 賽事     | 奪冠次數 | 年份               |
| -------- | -------- | ------------------ |
| 蘇迪曼盃 | 1        | 2017年（混合團體） |
| 總計     | 1        |                    |

### 奧運會和世錦賽參賽紀錄
|          | 搭檔   | 2012     | 2013 | 2014 | 2015 | 2016 |
| -------- | ------ | -------- | ---- | ---- | ---- | ---- |
| 女子雙打 | 鄭景銀 | 取消資格 | 8強  | 16強 | －   | －   |
|          |        |          |      |      |      |      |
| 混合雙打 | 高成炫 | －       | －   | 16強 | 8強  | 8強  |